# Voyage à Pitchipoï
Pour les articles homonymes, voir Pitchi Poï (homonymie).
Voyage à Pitchipoï est un récit autobiographique écrit par Jean-Claude Moscovici, et publié en 1995 par L'École des loisirs.

## Résumé
Le récit s'inscrit dans le contexte de la Seconde Guerre mondiale. Jean-Claude Moscovici est un enfant heureux jusqu'au jour ou la France entre en guerre contre l'Allemagne. Petit à petit, la famille est frappée par les restrictions qui touchent les juifs : ils n'ont plus le droit d'utiliser leur téléphone ni de se déplacer à certaines heures et le père de Jean-Claude, médecin du village, est interdit d'exercer. Tous les membres de la famille doivent également porter une étoile jaune. En 1942, le père de Jean-Claude et deux de ses oncles sont arrêtés. Quelques mois plus tard, Jean-Claude (âgé de six ans) et sa sœur sont arrêtés et internés au camp de Drancy parce qu'ils sont juifs. Un de leurs oncles, interné lui aussi à Drancy, parvient à faire sortir du camp les deux enfants, qui sont alors placés dans un orphelinat,. Leur mère, qui a réussi à s'évader le soir de l'arrestation de ses enfants, parvient à les retrouver quelques mois plus tard. Jean-Claude, sa sœur et sa mère sont alors obligés de vivre dans la clandestinité jusqu'à la fin de la guerre. Une fois la seconde guerre mondiale terminée, Jean-Claude retrouve un de ses oncles survivant du camp de concentration d'Ebensee. Son père, ses autres oncles et ses grands-parents sont morts gazés à Auschwitz. 
Pendant son séjour à Drancy avec sa petite sœur, Jean-Claude entend parler de la destination inconnue de Pitchipoï, vers laquelle ils doivent être emmenés. C'est un surnom utilisé pour désigner l'endroit vers lequel partaient les convois de déportation, et qui s'avère être le camp de concentration et d'extermination d'Auschwitz-Birkenau.

## Style
Pour Marie-Cécile Schang, Voyage à Pitchipoi est un roman historique qui est néanmoins ancré dans le réel, incluant par exemple des documents historiques, afin de renforcer la véracité du récit autobiographique. Le récit est raconté du point de vue de Moscovici, alors enfant, et s'arrête particulièrement sur les détails de la vie quotidienne. Il est destiné à un lectorat jeune.

## Éditions
- Jean-Claude Moscovici, Voyage à Pitchipoï, L'École des loisirs, 1995  (ISBN 2211223095)